# 本能行動
本能行動（ほんのうこうどう）とは、動物の合目的的行動のうち、学習や思考によらず、外部の刺激に対して引き起こされる行動（反射）が複雑に組み合わさったもののこと。ただし動物の行動の多くは試行錯誤によって変化するものであり、本能行動と見なされるものでも学習や試行錯誤の影響を受けていないかを区別するのは難しい場合が多い。

## 本能行動といわれるもの
たとえば、クモの網にはある種の正確性があり、人間が作るとしても、ずいぶん練習の繰り返し、つまり学習が必要である。しかし、クモはこれを作るのに、練習を必要としない。その証拠に、クモの場合、幼虫は網を張らず、成虫が網を張るものがあったり、逆に成虫になると網を張らなくなるものなどがある。このような、生まれついてそれをすることが可能な行動を本能行動という。

## 本能行動のあり方
昆虫の様々な興味深い行動を紹介して世に知らしめたのは、ジャン・アンリ・ファーブルの功績である。彼がよく研究した昆虫の一つに、フンコロガシがある。彼はフンコロガシが子供のための糞玉を作るのを観察し、制作途中の糞玉を土から取り出し、再び雌親がそれを埋め直し、大事に修復するのを、すばらしい母性本能であると褒め称えたが、同時に、卵を産み込んで、巣から立ち去ろうとする雌親の前で巣穴を掘り出し、糞玉を外に出しても、雌親はそれを無視することを伝えている。卵の入った糞玉こそが大事なはずなのに、産卵を終えた雌は、すでに糞玉を守ろうとはしない。つまり、雌は自分の行動が卵を守るためであるというような、目的意識などは持っていない。これは本能行動の一つの特徴でもある。

## 行動が維持される仕組み
トゲウオにおいては、雄が他の雄に対して縄張り防衛の行動を取るが、その際、相手の魚の赤い腹部を攻撃する行動が起きることがわかっている。これは、この魚の雄が婚姻色として腹部に赤を発色することに対応している。このように、一連の本能行動が始まるとき、その最初は、ごく簡単な刺激であることがあり、そのような刺激を信号刺激、あるいは鍵刺激という。
縄張りに侵入した個体が、もし腹部が赤でなく、やや膨らんだ形をしていると、これはメスと判断され、それに対しては雄は雌の前でジグザグダンスを行う。メスに産卵の条件が整っていれば、雌は雄の後に従い、すると雄は雌を自分の巣に誘い、産卵を促す。このように、片方の刺激による動作が他方にとって信号刺激となり、それによって新たな反応が引き出され、それがさらに他方にとって…といった繰り返しによって、全体としては複雑な行動が形成されて、それの連鎖によって本能行動は完成される。したがって、それを個々の要素に分解すれば、特定の刺激に対して特定の反応を返す、という機械的なものであると考えられる。
最初に挙げたクモの網を張る行動も、個々の動作は比較的単純で、体の各部分の長さに合わせて糸を引くために、正確な形になっている。あとは基本動作の繰り返しである場合が多い。

## 分類群との関連
本能行動は、まず、ある程度以上複雑な行動の見られる動物群に対して適用される言葉である。従って、単純な反応しかしない下等な動物や、不活発な動物群では見られることが少ない。しかしそこにあるのも本能行動であろう。また、脊椎動物では学習や知能に基づく行動が次第に重要になるので、その間の部分に本能行動の見られる動物群がある。無脊椎動物では節足動物、それに軟体動物の一部、脊椎動物では魚類、両生類、は虫類、鳥類とほ乳類の一部で様々な興味深い、本能行動に基づく習性が見られる。

## 学習との関連
本能行動はすべて生得的に決まっているかと言えば、必ずしもそうではない。たとえば鳥類のいわゆる刷り込みでは、ガンの雛は母親の後をついて歩く。これは本能行動である。ところが、母親の姿は生まれてから覚える。これはある意味で本能に学習が組み込まれたような姿と言えよう。

## 本能行動と進化
元来、本能行動は生得的に決まっていて、融通の利かないものだと考えられてきた。それは時にはあまりにもその目的にかなって巧みに行われる。ファーブルは、狩り蜂の行動の研究などを通じて、本能行動がもし少しでもずれればその昆虫の生活が成立しない、と思われる例を見た結果、進化はあり得ないとの結論に達した。しかし、その後の研究の蓄積は、同じ分野でも異なる結論を導いている。たとえば日本の岩田久二雄は様々な狩り蜂の習性をモデル化し、そこに一定の発展の系統の存在を示した。
また、最適化モデルや行動生態学の進歩にしたがって、必ずしも本能行動そのものも融通が利かないわけではないことが明らかになりつつある。同一個体群の中でも、行動のパターンが異なる個体が混じっていたり、ある行動がうまく行かない場合には別の方法を選ぶ場合がある（代替生活史戦略）ことなどが知られるようになってきた。

## ヒトの場合
ヒトの合目的的行動の多くは、学習または思考によるもので、本能行動であると言えるものは非常に少ない。たとえば乳児が乳房に吸い付く等の動作は、高度な行動ではないため反射として区別する。
一方で、全人類に共通の挨拶の仕草は、まず目を見つめ、眉を少し上げ、数秒そのままで、それから頷くというものである（宮地,1969）。これは、大人が赤ん坊を見て、あやそうとするときに現れるものである。また怒りの仕草は多くの民族で、目をつり上げ、口を横に開いて犬歯をみせ、低い声でうなるように話す、と言う点で共通している。多くの動物でそれが本能行動と言えるかどうかの判断は困難だが、人間の場合はより困難である。

## 本能行動の例
- ビーバーの巣作り
- カッコウの托卵、宿主の卵を外に出す行動エッグ・トッシング (生態)（英語版）、宿主とは違う鳴き方。
- ミツバチのダンス
- サケの遡上
- クモの巣作り